# 笹山貴哉
笹山 貴哉（ささやま たかや、1993年2月15日 - ）は、三重県出身のバスケットボール選手である。ポジションはポイントガード。ファイティングイーグルス名古屋所属。

## 来歴
洛南高校から筑波大学に進学。
卒業後、三菱電機に入社。その後、2016年に男子プロバスケットボールリーグの『B.LEAGUE』が発足。これに伴い、三菱電機が現在の名古屋ダイヤモンドドルフィンズ（名古屋D）になった2016年シーズンからも引き続きプレーした。2020年-2021年シーズンを持って、名古屋Dを退団。
2021年から同じ名古屋市を本拠地とするファイティングイーグルス名古屋（FE名古屋）に移籍した。

## 成績
| シーズン    | チーム   | GP | GS | MPG  | FG%  | 3P%  | FT%  | RPG | APG | SPG | BPG | TO  | PPG |
| ----------- | -------- | -- | -- | ---- | ---- | ---- | ---- | --- | --- | --- | --- | --- | --- |
| NBL 2014-15 | 三菱電機 | 7  |    |      |      |      |      |     |     |     |     |     |     |
| NBL 2015-16 | 三菱電機 | 49 |    | 16.0 | .388 | .328 | .771 | 1.9 | 1.4 | 0.7 | 0.0 | 1.0 | 5.2 |
| B1 2016-17  | 名古屋   |    |    |      |      |      |      |     |     |     |     |     |     |